# Faculté pluridisciplinaire de Nador
Pour les articles homonymes, voir FPN.
La faculté pluridisciplinaire de Nador (FPN) est un établissement d'enseignement supérieur situé à Selouane au Maroc, dépendant de l'université Mohammed Ier. Elle a été fondée le 26 septembre 2005 et délivre des diplômes de licence fondamentale et professionnelle en sciences, économie, droit, lettres et religion.